# ناوارتیا اجاینسیس
ناوارتیا اجاینسیس (نام علمی: Navarretia ojaiensis) نام یک گونه از تیره گل‌آتشیان است.